# Martha Overbeck
Martha Overbeck est une actrice brésilienne de cinéma et de télévision, née à Salvador de Bahia, au Brésil, le 4 juin 1938. 

## Biographie
Martha Overbeck est mariée à l'acteur brésilien Othon Bastos (en), depuis 1960.

## Filmographie
- 2001 : O Xangô de Baker Street  (Thérèse-Christine de Bourbon-Siciles)
- 1998 : Menino Maluquinho 2: A Aventura (Iaiá)
- 1995 : Sombras de Julho
- 1977 : O Jogo da Vida